# Friedrich von Klett

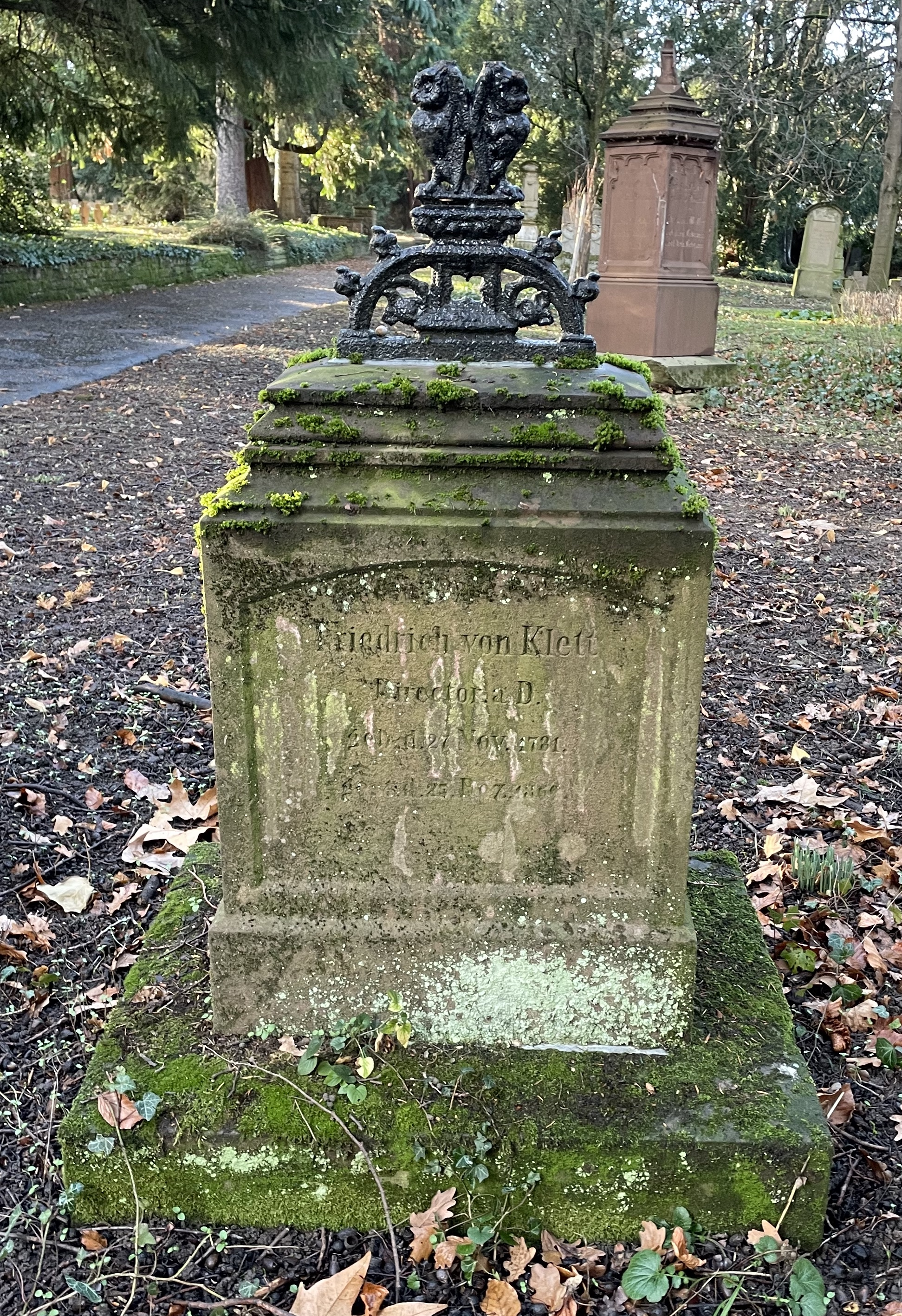
Grabstein von Friedrich von Klett auf dem Alten Friedhof in Ludwigsburg

Jacob Friedrich Klett, ab 1807 von Klett, (* 27. November 1781 in Oppelsbohm, Oberamt Waiblingen; † 25. Dezember 1869 in Ludwigsburg) war ein württembergischer Verwaltungsbeamter und Landtagsabgeordneter. 

## Leben und Werk
Friedrich Klett war der Sohn des Pfarrers in Oppelsbohm und Cannstatt Justinus Klett (1740–1815) und der Agnes Magdalene Vaihinger (1751–1818). Er hatte acht Geschwister, von denen drei früh verstarben. 
Er war Auditor und Regimentsquartiermeister beim Infanterieregiment Nr. 2, in dieser Funktion nahm er 1812 am Russland-Feldzug Napoleons I. teil. Im November 1813 wurde er auf seinen Antrag hin aus dem Militärdienst entlassen. 1814 wurde er Oberregierungsratssekretär in Stuttgart und 1817 Regierungsassessor in Ludwigsburg. Dort wurde er 1822 Regierungsrat. 1831 wechselte er unter Verleihung des Titels Oberregierungsrat als Stadtdirektor nach Stuttgart. Am 20. November 1837 wurde er dann Erster Rat der Regierung des Neckarkreises in Ludwigsburg und es wurde ihm gleichzeitig der Titel Vizedirektor verliehen.
Friedrich von Klett wurde auf dem Alten Friedhof in Ludwigsburg beigesetzt.

## Politik
Von 1838 bis 1844 war Friedrich von Klett Abgeordneter für Neckarsulm im württembergischen Landtag. 

## Ehrungen
- 1807 Ritterkreuz des Zivildienstordens[1], welches mit dem persönlichen Adelstitel (Nobilitierung) verbunden war.
- 1831 Ritterkreuz I. Klasse des Ordens der württembergischen Krone
- 1852 Kommenturkreuz des Ordens der württembergischen Krone
- Medaille für treuen Dienst in sechs Feldzügen